# Dalea pulchra
Dalea pulchra es una especie de planta herbácea perteneciente a la familia de las leguminosas.

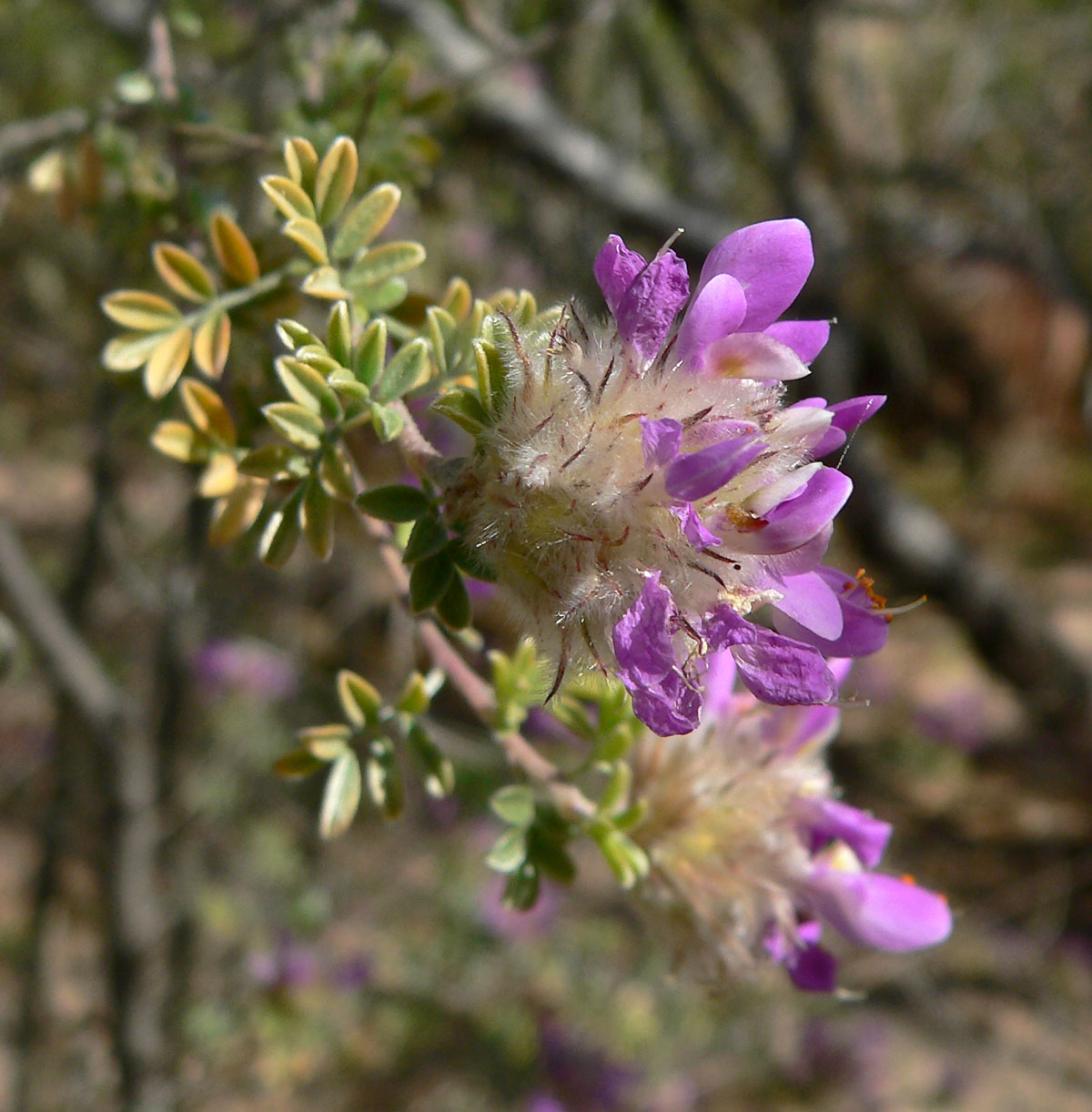
Vista de la planta

## Distribución
Es nativa del  suroeste de Estados Unidos y el noroeste de México y en los estados de Arizona, Nuevo México, Sonora y Chihuahua, en la región del Archipiélago Madrense y áreas asociadas.

## Descripción
Tiene flores de color púrpura profundo. Puede crecer como un arbusto hasta alcanzar los 1.2 metros de altura.

## Taxonomía
Dalea pulchra fue descrita por Howard Scott Gentry y publicado en Madroño 10(8): 227–230, f. 1 [map], pl. 14, en el año 1950.
Etimología
El género fue nombrado en honor del boticario inglés Samuel Dale (1659-1739).
pulchra: epíteto latíno que significa "preciosa".
Sinonimia
- Dalea greggii sensu auct.[5]